# Хребет Левинсона-Лессинга
Хребет Левинсона-Лессинга — горный хребет в центральной части острова Парамушир, входящем в состав северной группы Большой гряды Курильских островов.
Назван в честь русского и советского учёного-геолога, петрографа и организатора науки, академика АН СССР Франца Юльевича Левинсона-Лессинга.
В основе хребта Карпинского находится геологический фундамент третичного периода, состоящий из осадочно-вулканогенных пород. Остальная конструкция хребта представлена вулканогенным комплексом четвертичного периода, также как и структура хребта Карпинского. Самой высокой точкой хребта Левинсона-Лессинга является одноименная гора Левинсона-Лессинга высотой 818 метров над уровнем моря.
Относительно всей Курильской гряды первое оледенение было более мощным на острове Парамушир. Вся центральная часть острова, в районе хребта Левинсон-Лессинга, была почти полностью подо льдом.